# Karl Rudolf Stehlin
Karl Rudolf Stehlin (ur. 13 stycznia 1831 w Bazylei, zm. 12 lipca 1881 tamże) – szwajcarski polityk, specjalizujący się w polityce gospodarczej, syn architekta i polityka Johanna Jakoba Stehlina (1803–1879).

## Życiorys
Karl Rudolf Stehlin urodził się 13 stycznia 1831 roku w Bazylei . Jego brat Johann Jakob Stehlin (1826–1894) został architektem .
Studiował prawo w Bazylei i Getyndze i w 1852 roku uzyskał tytuł doktora nauk prawniczych . W latach 1858–1881 zasiadał w większej radzie Bazylei (niem. Basler Grosser Rat), której przewodniczył w latach 1866–1867 . W latach 1875–1881 był członkiem Rady Kantonów, której przewodniczył w latach 1879–1880 . W latach 1872–1881 przewodniczył radzie dyrektorów Basler Bankverein . Zasiadał w zarządzie m.in. linii kolejowej Gotthardbahn i Schweizerische Eisenbahnbank . Był jednym z założycieli izby handlowej w Bazylei w 1876 roku . Był uznanym ekspertem w dziedzinie finansów i transportu .
Zmarł 12 lipca 1881 roku w Bazylei . Z żoną Cäcilią Merian miał trzech synów  – Karla Stehlina (1859–1934), archeologa , Fritza Stehlina (1861–1923), architekta  i Hansa Georga Stehlina (1870–1941), paleontologa .